# Spine Island
Spine Island är en ö i Antarktis. Den ingår i ögruppen Sydorkneyöarna nordost om Antarktiska halvön och ligger nära den stora Coronation Island. Argentina och Storbritannien gör anspråk på området.